# О’Хара, Дженни
Патриша Джоанн «Дженни» О’Хара (англ. Patricia Joanne «Jenny» O'Hara; 24 февраля 1942, Сонора, Калифорния, США) — американская актриса

 и режиссёр.

## Биография и карьера
О’Хара родилась в Соноре, штат Калифорния. Её отец, Джон Б. О’Хара, был продавцом, а её мать, Эдит (урождённая Хопкинс), была журналистом и преподавателем по актёрскому мастерству, которая основала и продолжает руководить легендарной 13-й стрит-репертуарной компанией в Нью-Йорке. Дженни, её младшая младшая сестра Джилл О’Хара и её брат-певец и гитарист Джек О'Хара, выросли в погоне их матери за театральной карьерой. Её родители разведены. Эдит О’Хара руководила детским театром в Уоррене, Пенсильвания, где иногда играли обе дочери.
В 1968 году Дженни вышла замуж за актёром Огеста Дорра Уоткинса, но позже они развелись. С 20 июля 1986 года О’Хара замужем во второй раз за актёром Ником Уллеттом, от которого у неё родилось две дочери.

## Избранная фильмография
| Год       |   | Русское название      | Оригинальное название        | Роль             |
| --------- | - | --------------------- | ---------------------------- | ---------------- |
| 1975      | с | Улицы Сан-Франциско   | The Streets of San Francisco | Анджела Аткинсон |
| 1976      | с | Ангелы Чарли          | Charlie's Angels             | Кровавая Мэри    |
| 1977      | с | Непридуманные истории | Tales of the Unexpected      | Мэри Энн         |
| 1979      | с | Старски и Хатч        | Starsky & Hutch              | Мэрианн Оуэнс    |
| 1992—1993 | с | Как вращается мир     | As the World Turns           | Тельма Дейли     |
| 1997      | ф | Исполнитель желаний   | Wishmaster                   | Уэнди Дерлет     |
| 2005      | с | Клиент всегда мёртв   | Six Feet Under               | Гарленд Данкан   |
| 2007      | с | Доктор Хаус           | House                        | Фрэн             |
| 2010      | ф | Дьявол                | Devil                        | пожилая женщина  |